# شرايين سنخية علوية أمامية
شرايين سنخية علوية أمامية (بالإنجليزية: Anterior superior alveolar arteries)‏‏ هو شريان يتفرعُ من شريان تحت الحجاج.